# فاماگوستا
فاماگوستا (انگلیسی: Famagusta ترکی استانبولی: Gazimağusa یونانی: Αμμόχωστος: آموخوستوس) دفاکتو در ناحیه فاماگوستا در کشور به رسمیت نشناخته‌شده قبرس شمالی واقع شده‌است. جمعیت این شهر ۶۹،۷۴۱ نفر است.

## لژ فراماسونری قبرس
لژ اتلو در ۱۷ فوریه ۱۹۳۸ در مناسب‌ترین و منحصربه‌فردترین مکان که می‌توانست لژ بزرگ قبرس را در خود جای دهد، تقدیس شد. دولت وقت قبرس اجازه استفاده از تالار بزرگ برج اتلو را در داخل دیوارهای شهر قدیمی فاماگوستا (که امروزه هم می‌توان آن را مشاهده کرد) برای مراسم تقدیس و جلسات اولیه صادر کرد، اما نسبتاً بزرگ بود و در نهایت به اجاره کلیساهای دوقلو، همچنین در داخل شهر محصور شده، به لژ واگذار شد و اولین جلسه در ۵ سپتامبر ۱۹۴۰ در آنجا برگزار شد. اما در نهایت لژ بخاطر مشکلات بین جمعی در سال ۱۹۶۰ به جای دیگری منتقل شد.

## محل تبعید و دفنمیرزا یحیی نوریملقب به صبح ازل
دولت عثمانی میرزا یحیی نوری ملقب به صبح ازل را در ششم جمادی‌الاولای ۱۲۸۵ قمری مطابق ۴ شهریور ۱۲۴۷ شمسی و ۲۵ اوت ۱۸۶۸ میلادی به جزیره قبرس تبعید کرد؛ وی در شهر فاماگوستا در ساعت ۷ صبح دوشنبه ۱۲ جمادی‌الاولای ۱۳۳۰ قمری مطابق ۲۹ آوریل ۱۹۱۲ میلادی درگذشت. این شهر به همین دلیل محل زیارت پیروان کتاب بیان می باشد.

### ملاقات پروفسور ادوراد برآون با صبح ازل

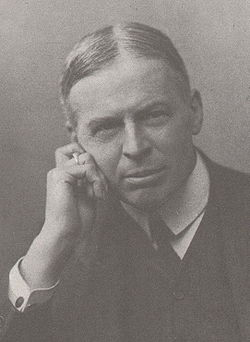
ادوارد براون

صبح ازل به همراه پسرانش در قبرس

پروفسور ادوارد براون در مقدمه کتاب نقطةالکاف می‌نویسد:.
درجزیره قبرس در شهر فاماگوستا قریب پانزده روز(۲۶ رجب - ۱۴ شعبان۱۳۰۷)ماندم و دراین مدت هر روز به ملاقات صبح ازل می‌رفتم و از دو یا سه ساعت بعد از ظهر الی غروب آفتاب در منزل او می‌ماندم دفتر و مداد در دست و سراپا گوش هر چه او می‌گفت یاد داشت می‌کردم و هر شب با یک خزانه معلومات مهمه و اطلاعات مفیده بمنزل خود مراجعت می‌کردم.موضوع صحبت‌های ما غالباً" مذهب و تاریخ و نوشتجات و آثار بابیه و گهگاه مسائل متفرقه دیگر بود، صبح ازل در خصوص باب و مصدقین دوره اول و شرح زندگی خود در کمال آزادی و بدون پرده پوشی سخن می‌گفت درغالب این مجالس پسران صبح ازل عبدالعلی و رضوان علی و عبدالوحید و تقی الدین نیز حاضر بودند اگرچه خیلی به ندرت در محضر پدر خود لب به سخن می‌گشودند و منتهی درجه تعظیم و احترام رانسبت به وی مرعی می‌داشتند. در مدت اقامت در قبرس که تازه چند سالی بود در تحت تصرف دولت انگلیس درآمده بود، با اجازه حاکم جزیره سر هنری بولور نظری به اسناد و دفاتر حکومتی افکندم و آنچه از آنها راجع به نفی صبح ازل و اتباع وی به قبرس بود استخراج نمودم و این اسناد بعضی به زبان انگلیسی بود و بعضی به زبان ترکی که یک ترجمه انگلیسی هم برآن اضافه کرده بودند( خلاصه مندرجات این اسناد تا حدی که راجع به صبح ازل و اتباع اوست در حاشیه w در ذیل ترجمه مقاله سیاح مندرج است)

## نگارخانه

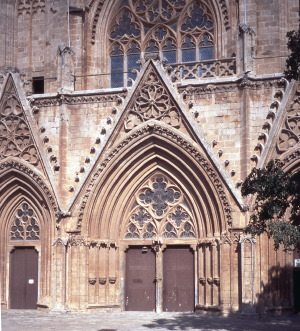
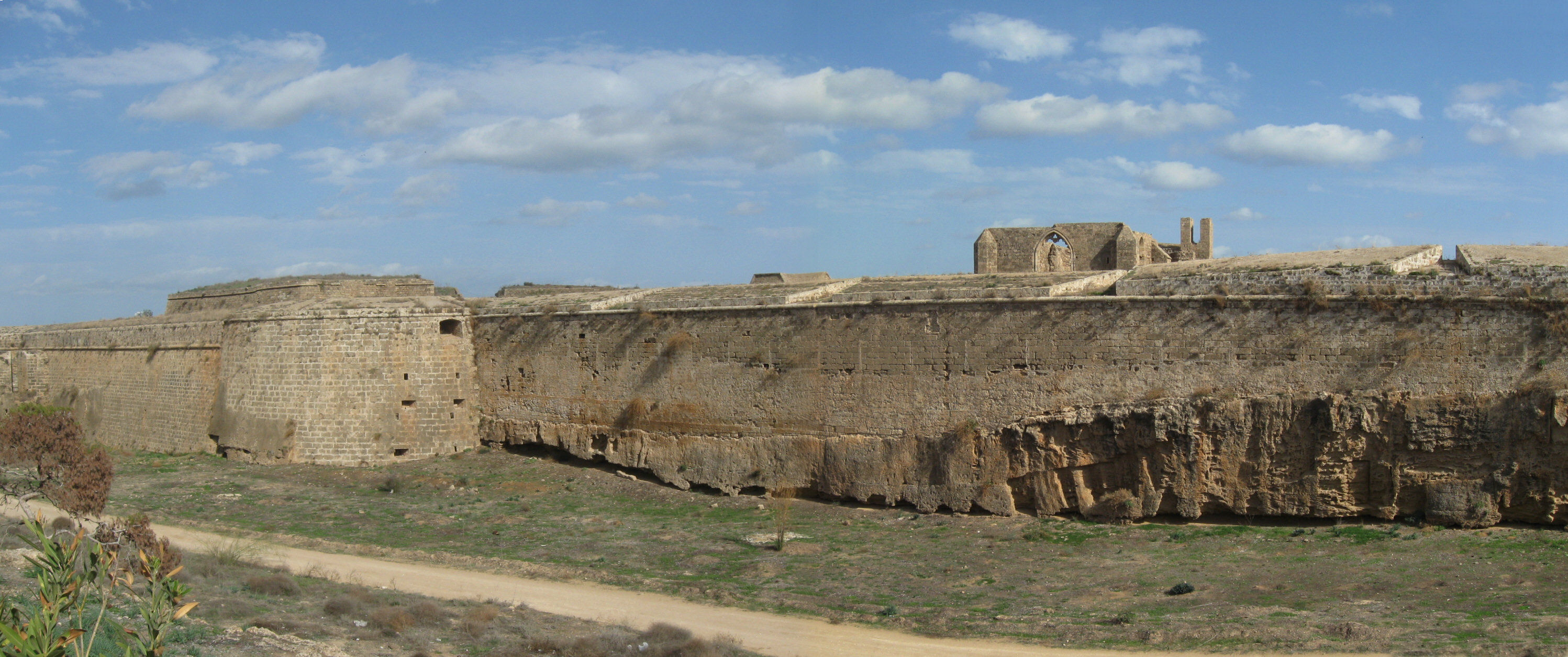
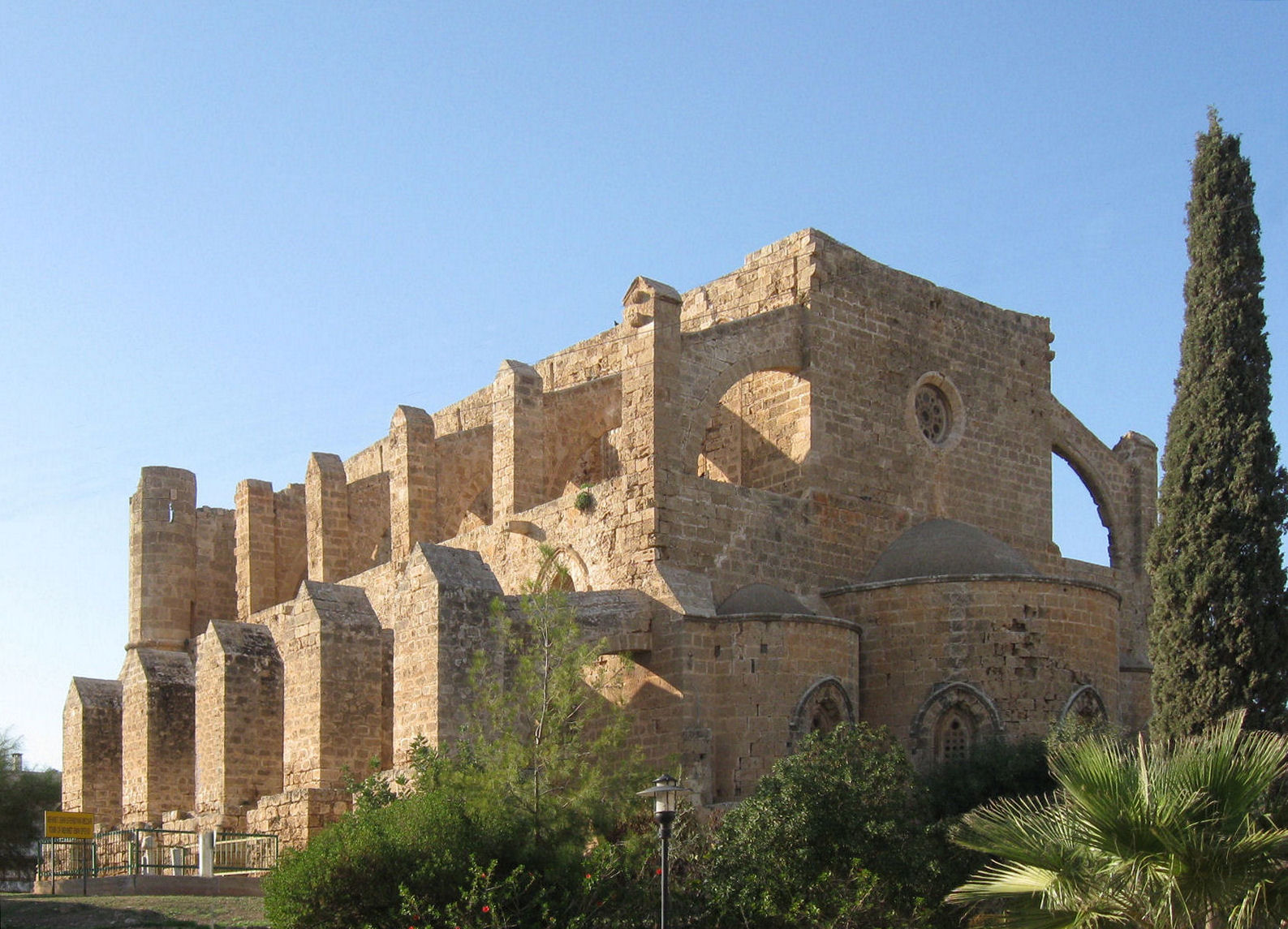
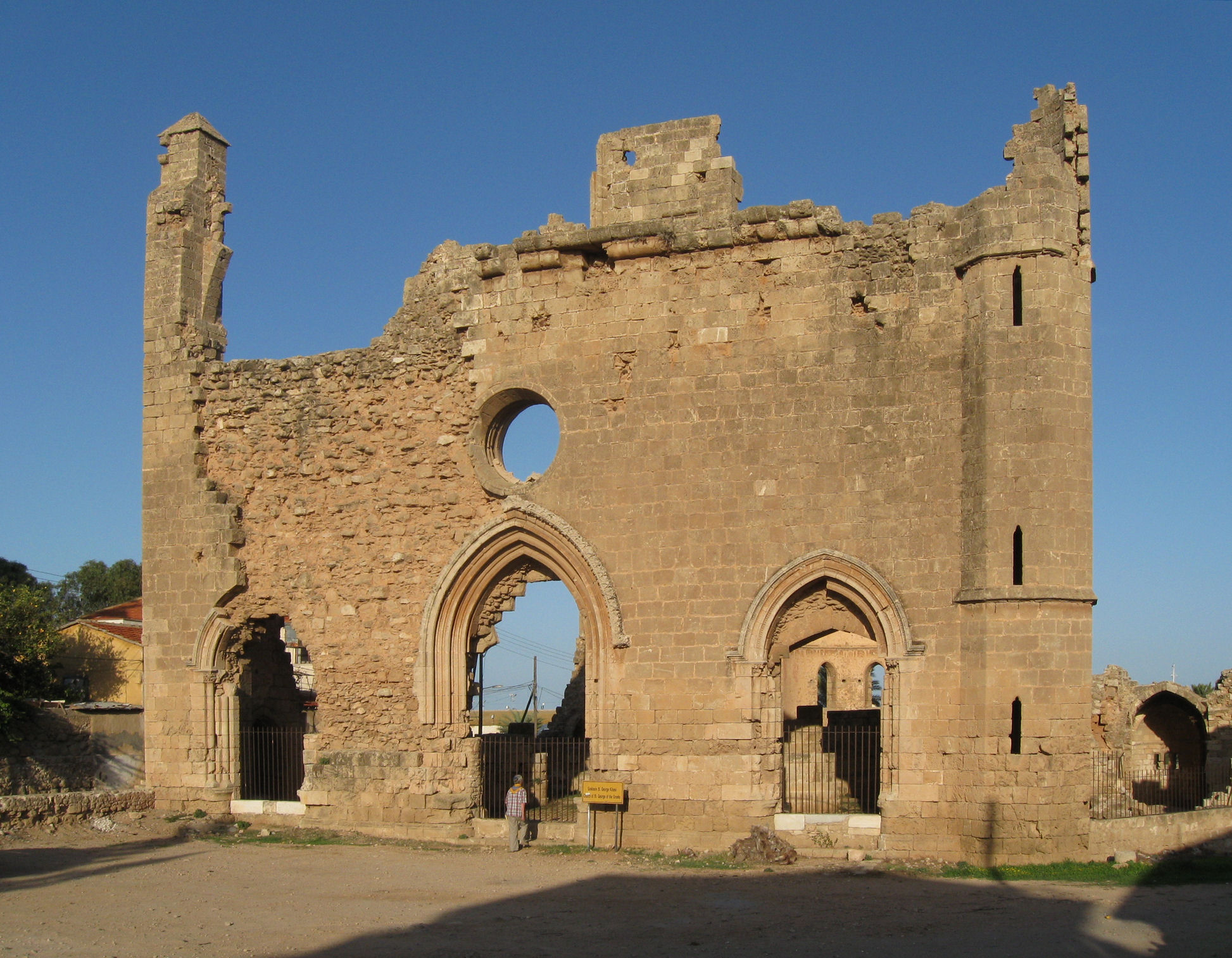
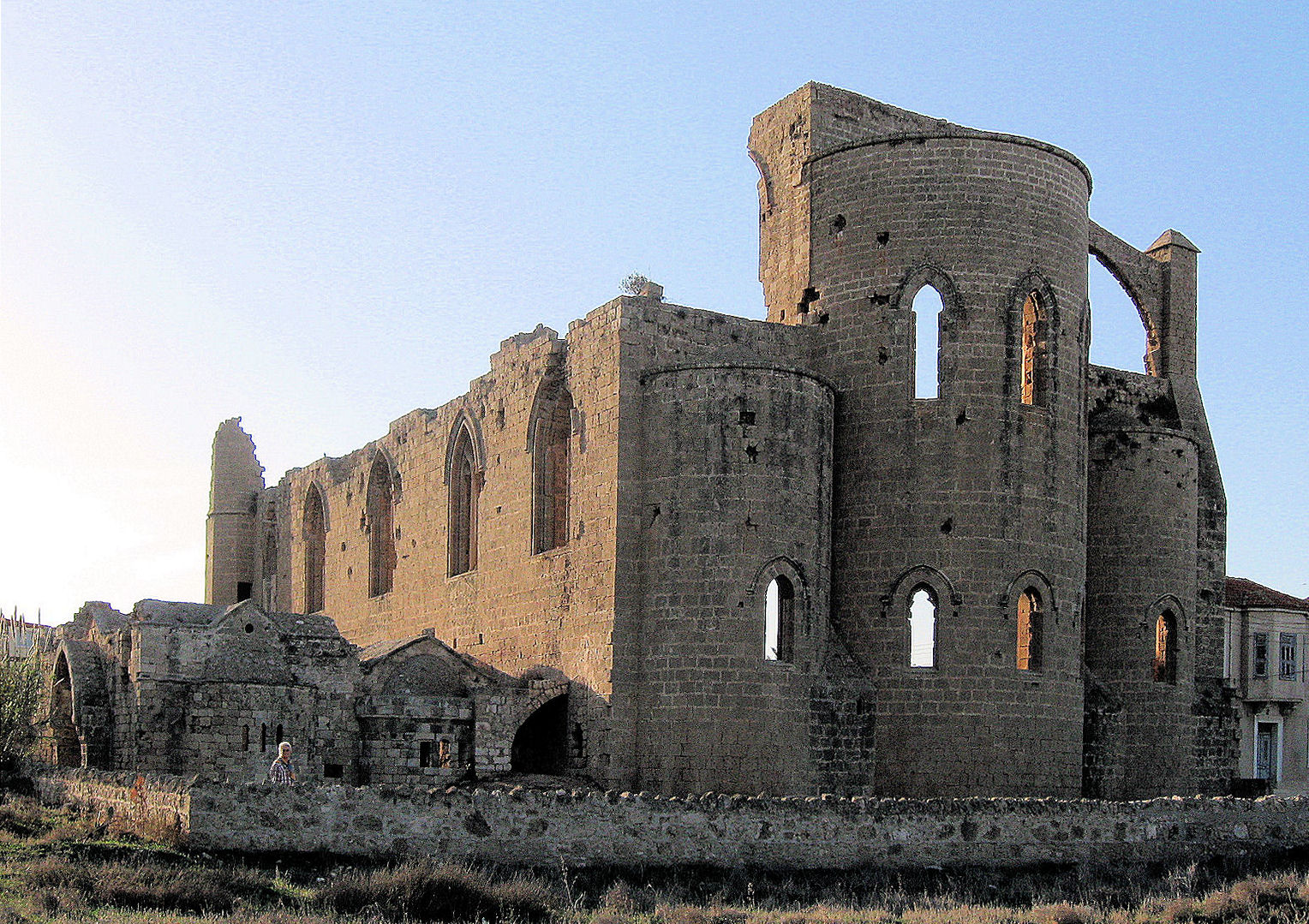
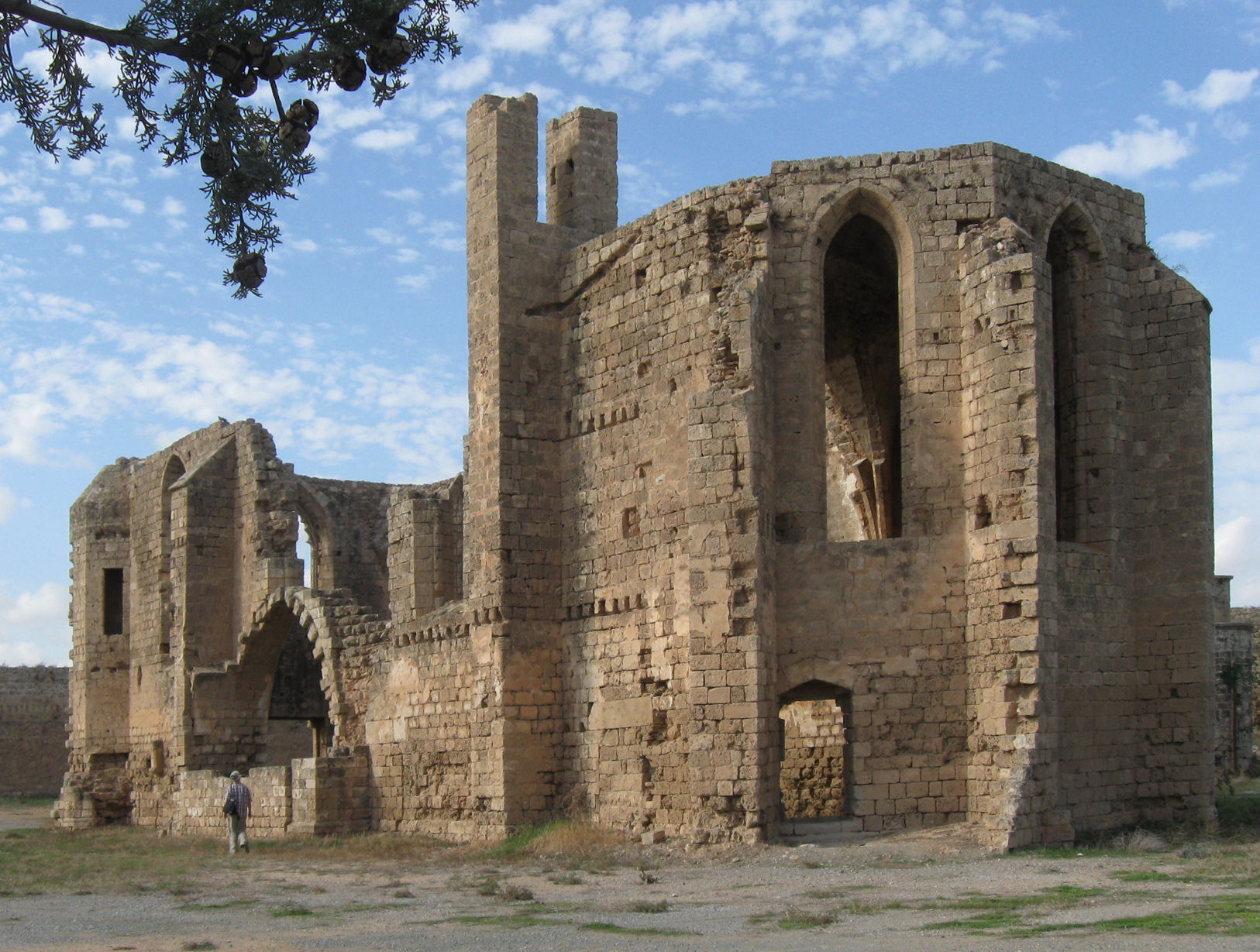
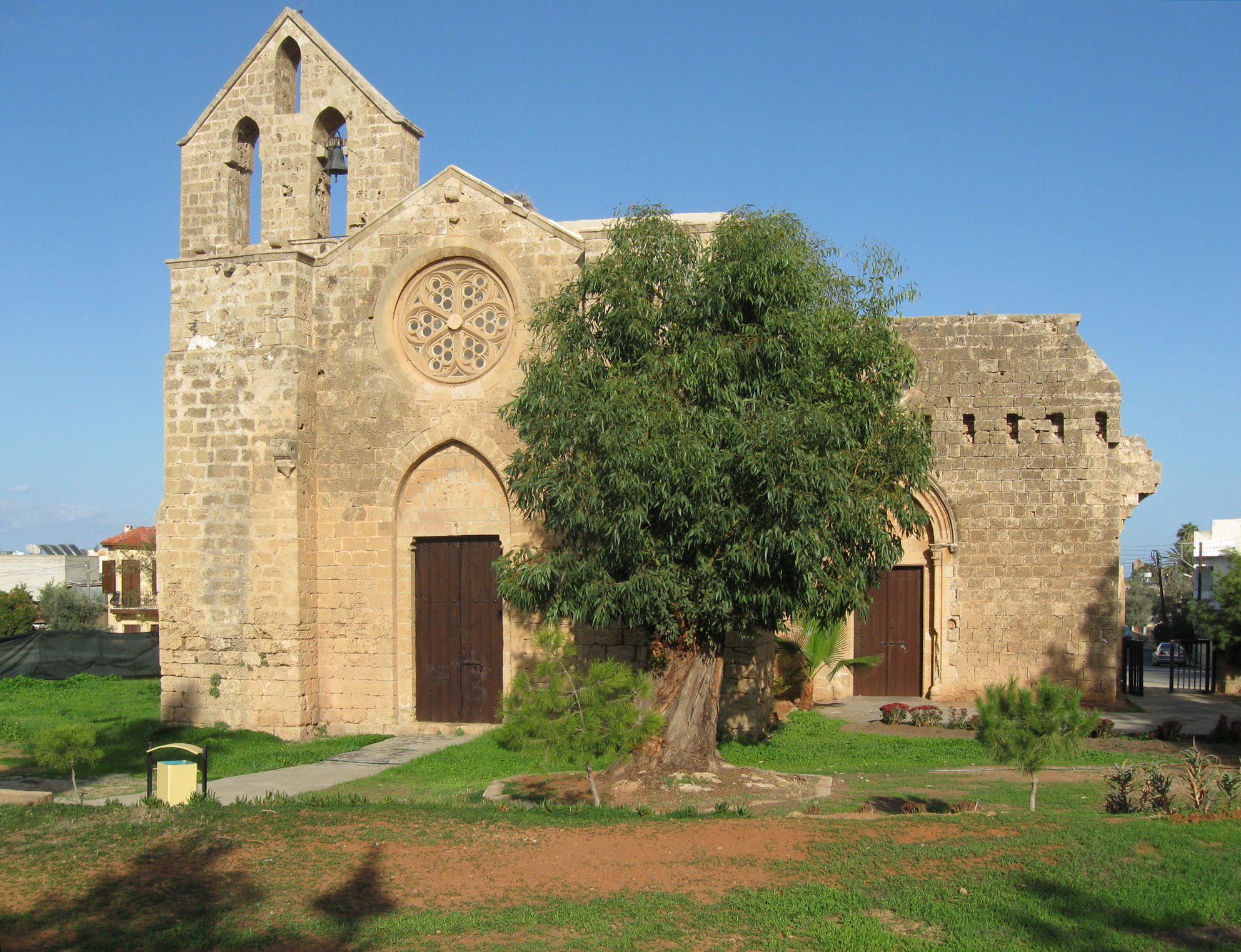
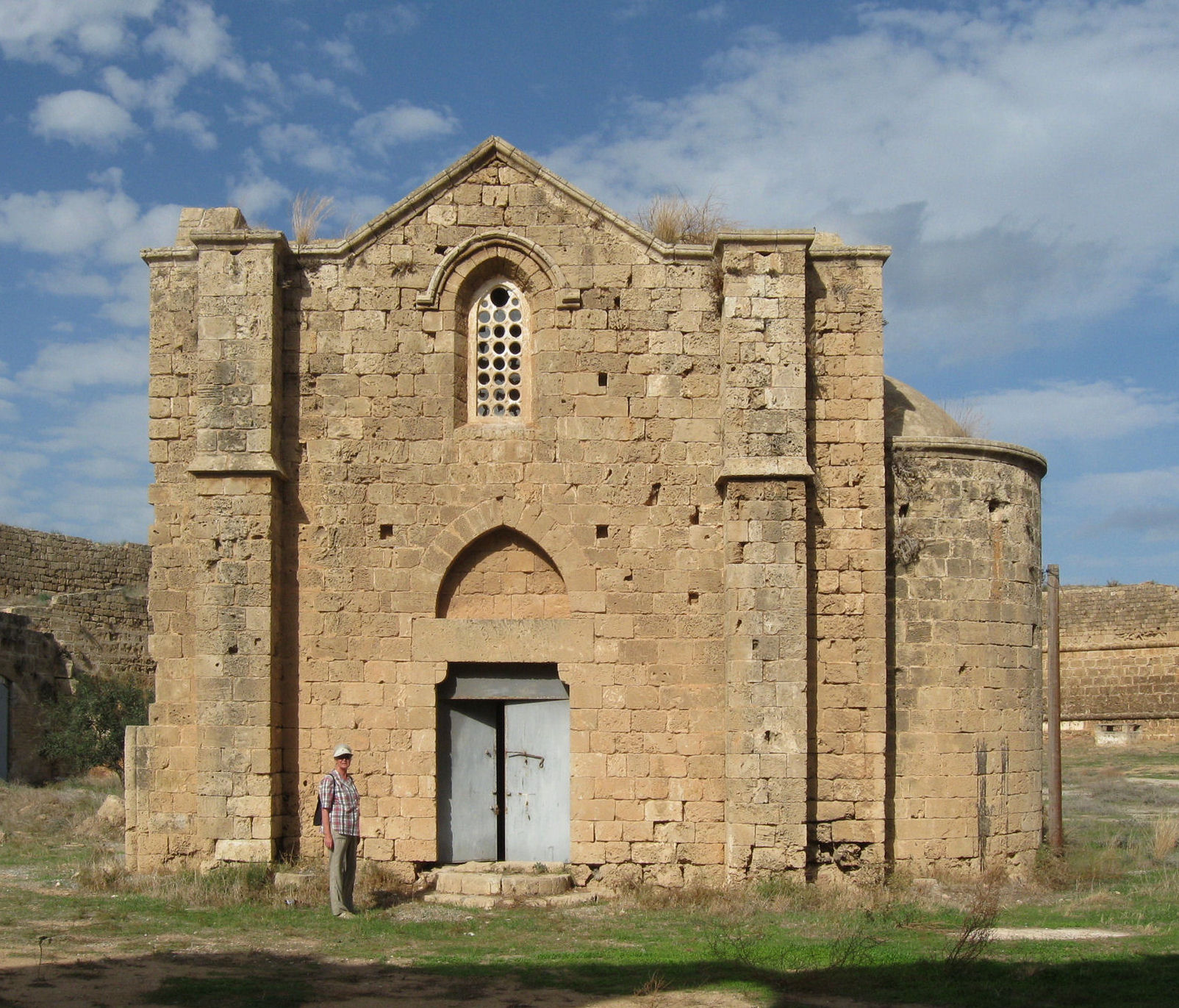
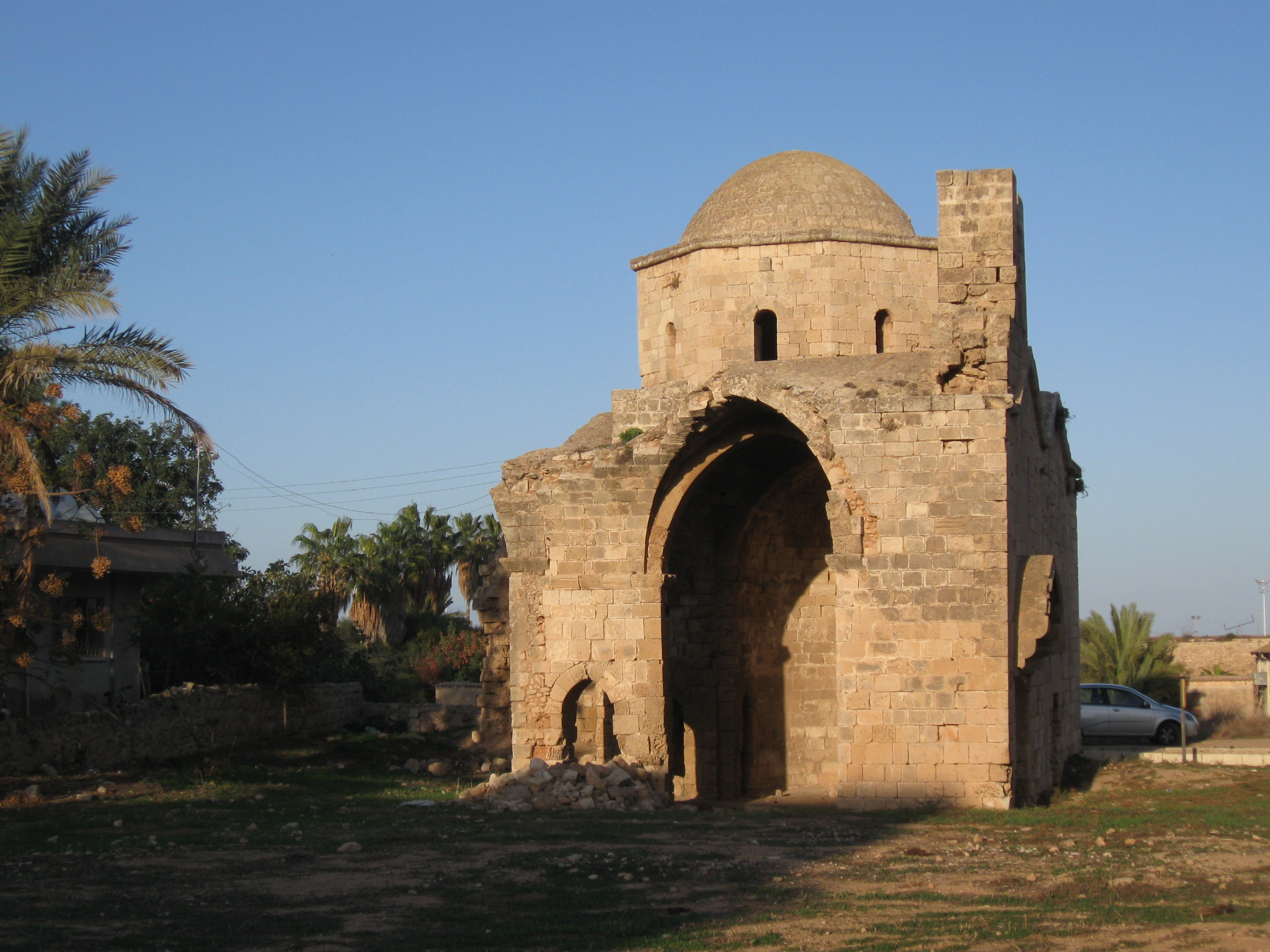
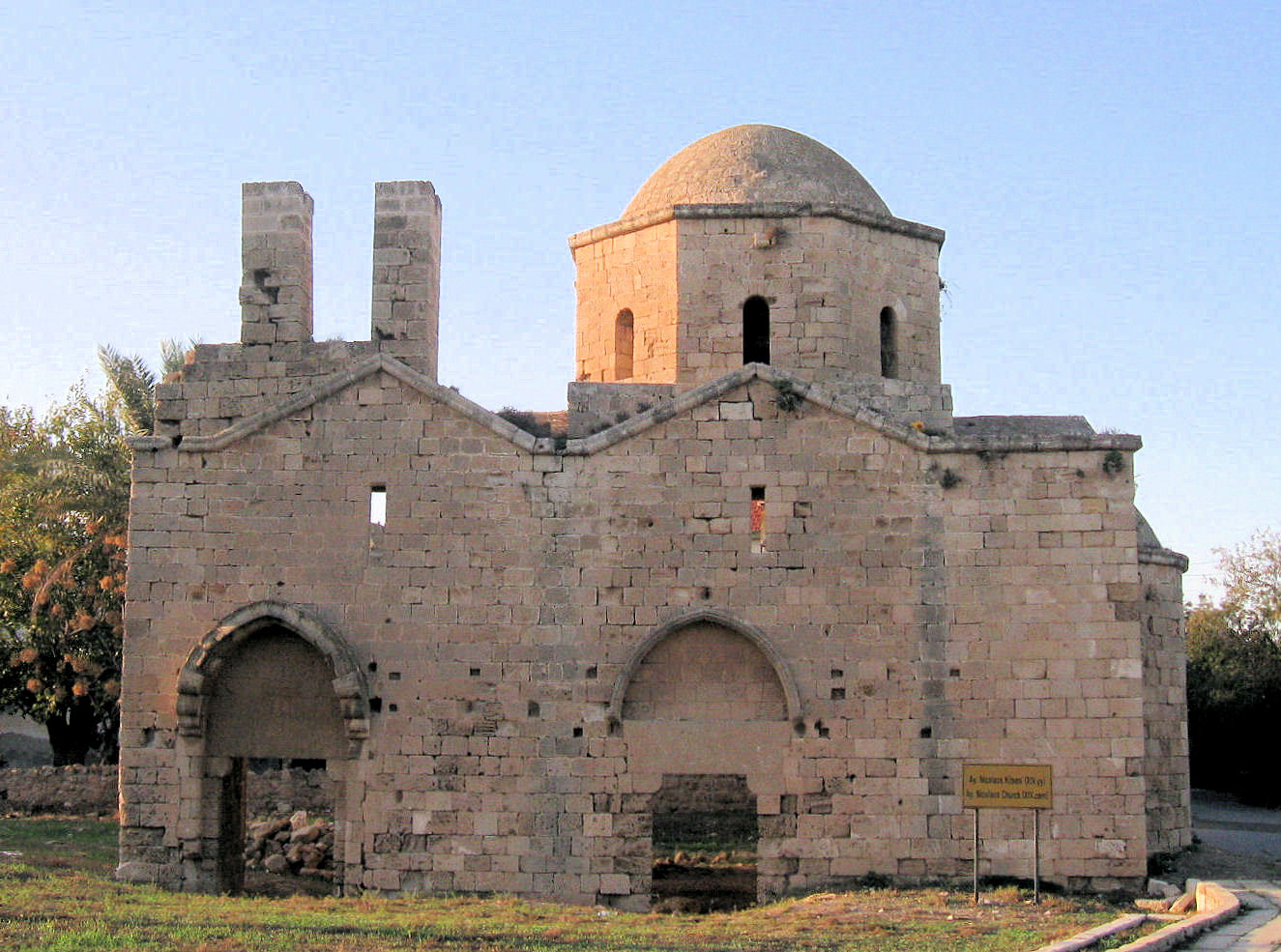
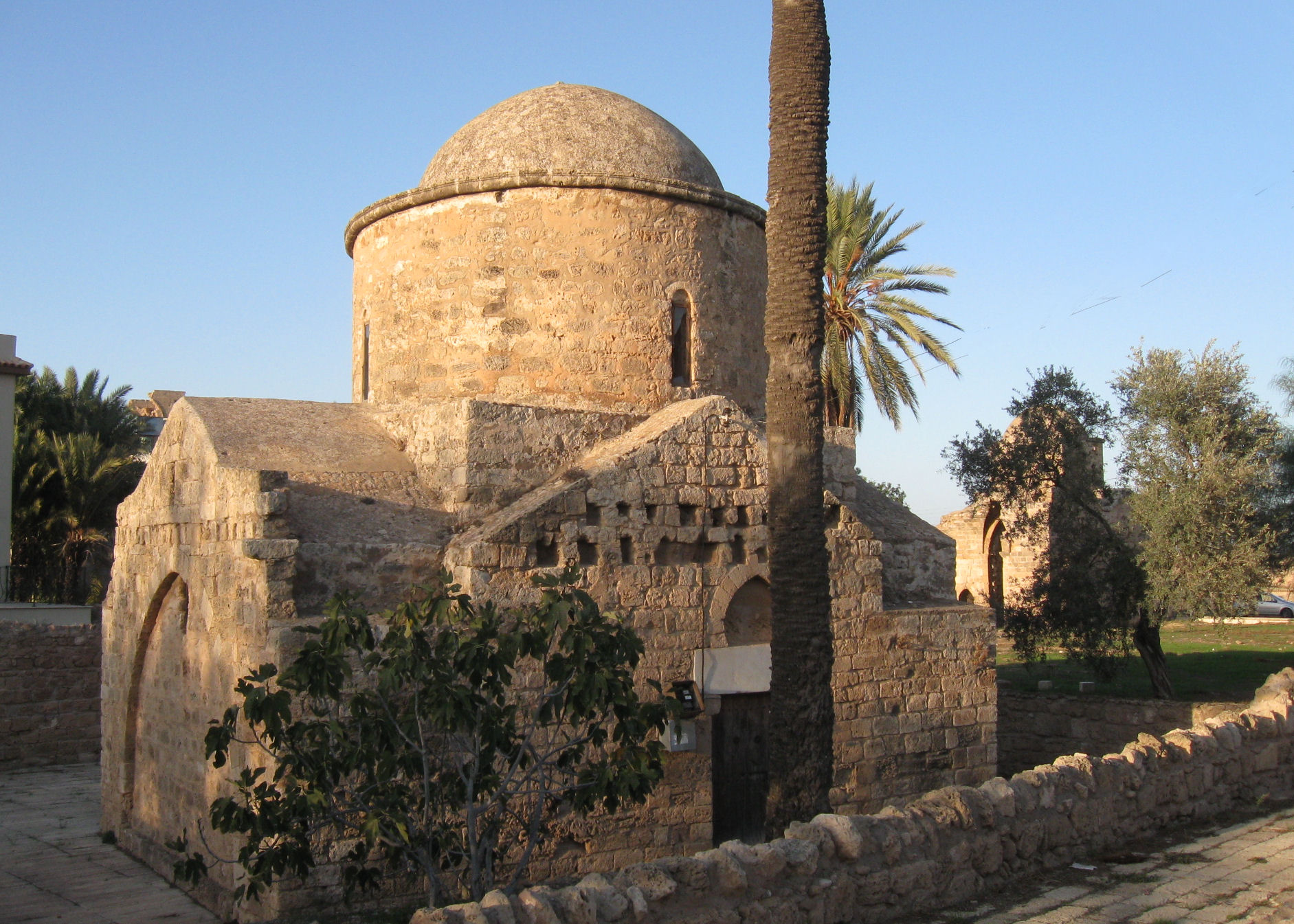